# Rustam Waliullin
Rustam Abdelsamatowitsch Waliullin (russisch Рустам Абделсаматович Валиуллин, tatarisch Рөстәм Вәлиуллин Röstäm Wäliullin, belarussisch Рустам Валіулін Rustam Waliulin; * 24. Juni 1976 in Uljanowsk) ist ein ehemaliger belarussischer Biathlet tatarischer Herkunft.
Rustam Waliullin betreibt seit 1995 Biathlon. Der für Dinamo Minsk startende Sportsoldat wird von Jewgeni Kolokolnikow trainiert. Im Biathlon-Weltcup startete er 2000 erstmals in Lahti bei einem Einzel (61.). Am Holmenkollen in Oslo erreichte er 2003 mit einem achten Platz erstmals eine Platzierung unter den Top 10. Seine weitaus größeren Erfolge hatte er jedoch mit der Staffel.
2002 in Salt Lake City und 2006 in Turin nahm Waliullin an Olympischen Spielen teil, doch konnte er keine größeren Erfolge feiern. Etwas erfolgreicher verliefen Waliullins Auftritte bei Biathlon-Weltmeisterschaften, an denen er zwischen 2000 und 2009 mehrmals teilnahm. Neben drei vierten Plätzen mit der Staffel gewann er 2003 in Chanty-Mansijsk Staffelbronze und 2008 in Östersund Silber mit der Mixed-Staffel. Rustam Waliullin nahm auch an den Olympischen Winterspielen 2010 teil. Sein bestes Resultat war der 42. Platz in der Verfolgung. Mit der Staffel belegte er Rang 11.

## Biathlon-Weltcup-Platzierungen
Die Tabelle zeigt alle Platzierungen (je nach Austragungsjahr einschließlich Olympische Spiele und Weltmeisterschaften).
- 1.–3. Platz: Anzahl der Podiumsplatzierungen
- Top 10: Anzahl der Platzierungen unter den ersten zehn (einschließlich Podium)
- Punkteränge: Anzahl der Platzierungen innerhalb der Punkteränge (einschließlich Podium und Top 10)
- Starts: Anzahl gelaufener Rennen in der jeweiligen Disziplin
- Staffel: inklusive Mixed- und Single-Mixed-Staffeln

| Platzierung                      | Einzel | Sprint | Verfolgung | Massenstart | Staffel | Gesamt |
| -------------------------------- | ------ | ------ | ---------- | ----------- | ------- | ------ |
| 1. Platz                         |        |        |            |             | 4       | 4      |
| 2. Platz                         |        |        |            |             | 3       | 3      |
| 3. Platz                         |        |        |            |             | 2       | 2      |
| Top 10                           | 3      | 4      | 1          |             | 31      | 39     |
| Punkteränge                      | 11     | 35     | 25         | 13          | 47      | 131    |
| Starts                           | 36     | 98     | 56         | 13          | 47      | 250    |
| Stand: nach der Saison 2010/2011 |        |        |            |             |         |        |

## Erfolge
- Weltmeisterschaften:

- Chanty-Mansijsk 2003: 1× Bronze (Staffel)
- Östersund 2008: 1× Silber (Mixed-Staffel)